# Metaemene niasica
Metaemene niasica là một loài bướm đêm trong họ Erebidae.